# Karl Falkenberg (Ökonom)

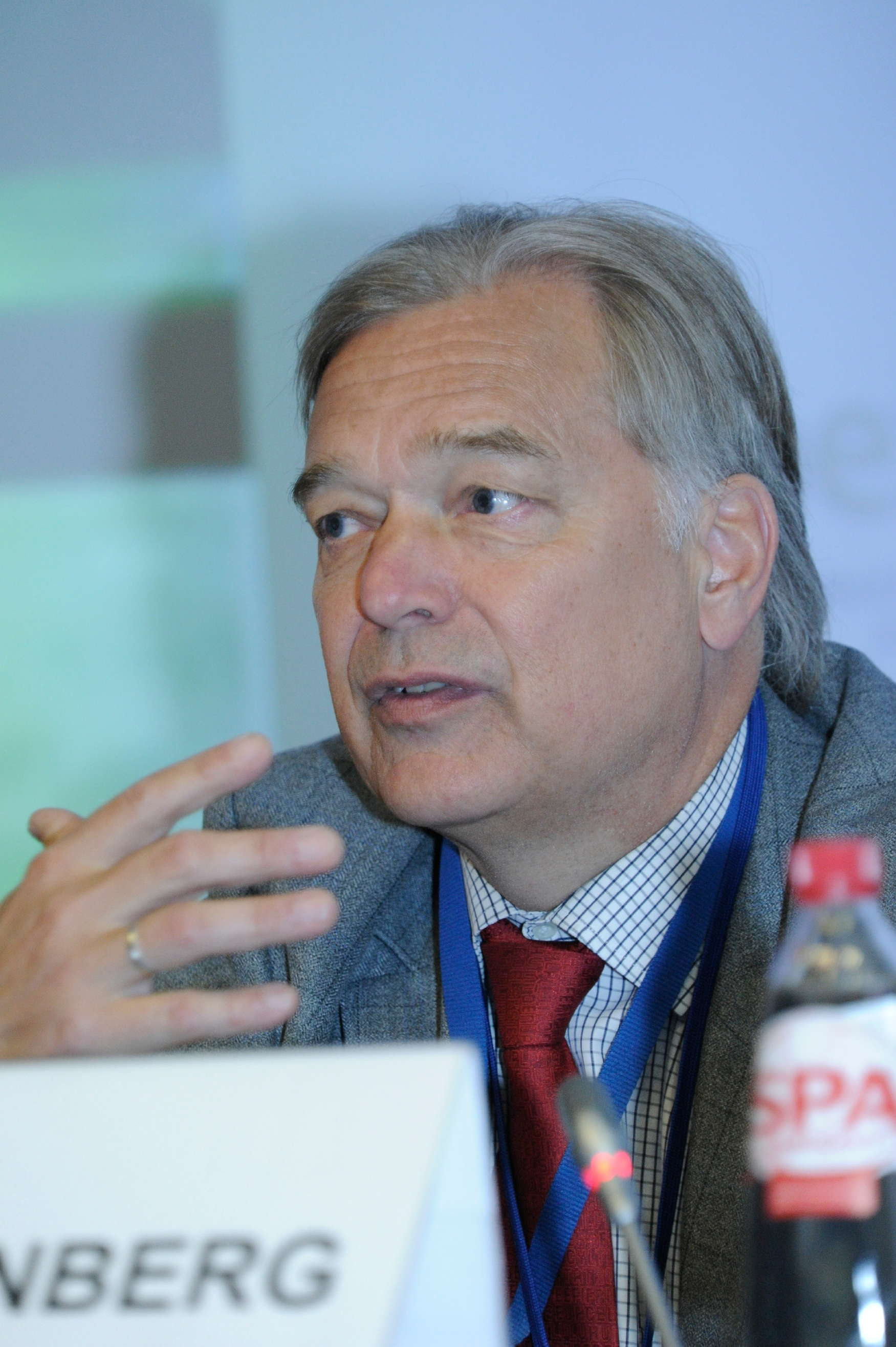
Karl Falkenberg

Karl Friedrich Falkenberg (* 1952 in Bonn) ist ein deutscher Ökonom. Er ist seit 1. September 2015 Sonderberater für nachhaltige Entwicklung beim Europäischen Zentrum für politische Strategie (EPSC). Seit 2009 leitete er zuvor als Generaldirektor die Generaldirektion Umwelt der EU-Kommission.
Falkenberg wurde in Bonn geboren, wuchs aber in Brüssel auf, wo bereits sein Vater für die Kommission tätig war. Falkenberg besuchte die Europäische Schule in Uccle. Er studierte von 1970 bis 1972 Wirtschaftswissenschaften und Journalistik an der Johannes-Gutenberg-Universität Mainz und anschließend bis 1976 an der Westfälischen Wilhelms-Universität Münster. Ursprünglich wollte Falkenberg Journalist werden, entschied sich jedoch nach einem seiner Meinung nach „extrem langweiligen“ Praktikum bei einer deutschen Zeitung dagegen.
1977 begann Falkenberg seine Karriere bei der EU-Kommission und übernahm verschiedene Verhandlungspositionen im Bereich des Internationalen Handels. Er vertrat die EU-Kommission seit 1985 bei den GATT-Verhandlungen. 1997 wurde er Koordinator für alle WTO-Fragen, 2001 Direktor für sektorbezogene Handelsfragen sowie bilaterale Handelsbeziehungen mit Nordamerika, Japan, den Mittelmeerländern und der AKP-Gruppe, und 2002 Direktor für Freihandelsabkommen, landwirtschaftliche Handelsfragen, und AKP-Staaten. Von 2005 bis 2008 koordinierte Falkenberg als stellvertretender Generaldirektor die bilaterale Handelspolitik der EU und die Verhandlungen von Freihandelsabkommen mit Drittländern. Im Januar 2009 übernahm er den Posten des Generaldirektors der Generaldirektion Umwelt.